# Esqui aquático nos Jogos Pan-Americanos de 2023 - Geral masculino
O evento geral masculino do esqui aquático nos Jogos Pan-Americanos de 2023 foi disputado em 22 e 24 de outubro de 2023 na Lagoa Los Morros, em San Bernardo. Um total de nove esquiadores aquáticos de sete Comitês Olímpicos Nacionais (CON) participaram da competição.

## Calendário
Horário local (UTC−3).
| Data          | Hora  | Fase            |
| ------------- | ----- | --------------- |
| 22 de outubro | 13:50 | Preliminar      |
| 24 de outubro | 10:40 | Final – Slalom  |
| 24 de outubro | 12:50 | Final – Rampa   |
| 24 de outubro | 14:45 | Final – Truques |

## Medalhistas
| Ouro   | CAN Dorien Llewellyn |
| Prata  | ARG Tobías Giorgis   |
| Bronze | CHI Martín Labra     |

## Resultados

### Preliminar
Cada esquiador realiza séries no slalom, rampa e truques, com os seis melhores na soma das pontuações se classificando para a final.
| Pos. | Esquiador        | CON                      | Slalom  | Truques | Rampa   | Total   | Notas |
| ---- | ---------------- | ------------------------ | ------- | ------- | ------- | ------- | ----- |
| 1    | Martín Labra     | CHI Chile                | 821.43  | 1000.00 | 886.30  | 2707.73 | Q     |
| 2    | Tobías Giorgis   | ARG Argentina            | 883.93  | 788.56  | 1000.00 | 2672.49 | Q     |
| 3    | Dorien Llewellyn | CAN Canadá               | 812.50  | 859.87  | 994.83  | 2667.20 | Q     |
| 4    | Patricio Zohar   | ARG Argentina            | 803.57  | 478.44  | 824.29  | 2106.30 | Q     |
| 5    | Matías González  | CHI Chile                | 776.79  | 980.93  |         | 1757.72 | Q     |
| 6    | Álvaro Lamadrid  | MEX México               | 839.29  | 307.63  | 263.57  | 1410.49 | Q     |
| 7    | Paolo Pigozzi    | DOM República Dominicana | 785.71  | 53.90   | 426.36  | 1265.97 |       |
| 8    | Nate Smith       | USA Estados Unidos       | 1000.00 | 6.63    |         | 1006.63 |       |
| 9    | Pablo Alvira     | COL Colômbia             | 732.14  | 271.97  |         | 1004.11 |       |

### Final
Na final os competidores realizaram mais uma série cada no slalom, rampa e truques, com a soma das pontuações definindo os medalhistas.
| Pos.              | Esquiador        | CON           | Slalom  | Truques | Rampa   | Total   |
| ----------------- | ---------------- | ------------- | ------- | ------- | ------- | ------- |
| Medalha de ouro   | Dorien Llewellyn | CAN Canadá    | 980.77  | 1000.00 | 989.82  | 2970.59 |
| Medalha de prata  | Tobías Giorgis   | ARG Argentina | 1000.00 | 689.09  | 1000.00 | 2689.09 |
| Medalha de bronze | Martín Labra     | CHI Chile     | 855.77  | 963.64  | 852.42  | 2671.83 |
| 4                 | Patricio Zohar   | ARG Argentina | 913.46  | 466.36  | 839.69  | 2219.51 |
| 5                 | Matías González  | CHI Chile     | 605.77  | 975.45  |         | 1581.22 |
| 6                 | Álvaro Lamadrid  | MEX México    | 1000.00 | 171.82  | 381.68  | 1553.50 |